# 都市モノレールの整備の促進に関する法律
都市モノレールの整備の促進に関する法律（としモノレールのせいびのそくしんにかんするほうりつ、昭和47年11月17日法律第129号）は、都市モノレール等の整備に対する支援に関する日本の法律である。
1972年（昭和47年）11月17日に公布、同日施行された。都市モノレールの整備の促進に関し必要な措置を定めることにより、都市交通の円滑化を図り、公衆の利便を増進することを目的とする。

## 構成
- 目的（第1条）
- 定義（第2条）
- 都市モノレールについての都市計画（第3条）
- 財政上の措置等（第4条）
- 道路管理者の責務（第5条）
- 附則

## 都市モノレール
本法律で定義されるモノレールが都市モノレールである。
別の言い方をすれば、都市モノレール制度とは、都市部でモノレール建設を促進させるために創られた法制度である。

### 定義
本法律の第2条を要約すると、都市モノレールとは、主として道路法に規定する道路に架設される一本の軌道桁に跨座し、又は懸垂して走行する車両によつて人又は貨物を運送する施設で、一般交通の用に供するものであつて、その路線の大部分が都市計画法第5条の規定により指定された都市計画区域内に存するものである。

### 適用法
都市モノレールの整備の促進に関する法律の制定に際し、下記のとおり了解する。

記
1. 本法第 2 条の都市モノレールは、その支柱が道路面を占めていることにかんがみ、軌道法の解釈上、軌道法を適用するものとする。
2. 運輸省及び建設省は、軌道法の適用を受けている私鉄であって、別表に掲げるものについては、軌道から地方鉄道に変更する方針をとるものとする。（別表略）

--「都市モノレールに関する覚書」昭和47年3月7日、鉄監第85号・建設省道政発第11号

第1項に従い、1976年（昭和51年）、 北九州高速鉄道小倉線に軌道法に基づく特許が出された。
以降、都市モノレール路線はすべて軌道法を適用している。

第2項の方針は1977年（昭和52年）度に実行され、阪神電鉄、阪急電鉄、京阪電鉄などの路線で軌道から地方鉄道への変更手続きが行われた。

### 形式
法律上は、都市モノレールの形式は「跨座式」と「懸垂式」の2種類である。
しかし本法律公布に先立ち、1967年（昭和42年）-1968年（昭和43年）に運輸省が日本モノレール協会に委託して「都市交通に適したモノレールの開発研究」を行い、跨座式の標準形式を「日本跨座式」に、懸垂式の標準形式を「サフェージュ式」に定めている。
都市モノレールの標準形式にもこの2種類が適用され、実際に建設されている都市モノレールはすべて「日本跨座式」か「サフェージュ式」である。

## 建設費補助制度

### インフラ部の補助
都市モノレールの支柱・桁・駅舎骨格等は「インフラ部」と呼ばれ、都市計画道路の「特殊街路（都市モノレール専用道）」として扱われる。
インフラ部の建設はモノレール道等整備事業と呼ばれ、その費用は社会資本整備総合交付金の「基幹事業」制度により、国庫補助を受けることができる。

この補助制度こそが都市モノレール制度の最大の特徴であり、都市モノレールを建設する際の大きな経済的メリットであるため、都市モノレールはすべてこの補助制度の適用を受けている。
インフラ部補助制度を利用して建設されたモノレールが、都市モノレールであるとも言える。

補助を受けるための条件は、次のとおりである。

モノレール、ガイドウェイシステムその他の軌道系公共交通機関（路面電車を除く。以下「モノレール等」という。）のインフラ部分の整備を主な目的として行う改築で次の基準のすべてに該当するもので事業費10億円以上のもの。

イ　モノレール等の経営者が軌道法による特許を受けることが確実なものであること。

（注）自動車利用から公共交通機関利用への転換により道路交通の円滑化が図られるものである場合は、鉄道事業法による許可（第3条事業の許可及び第61条ただし書許可）を受けたものについても軌道法による特許を受けたものと同等のものとして取り扱うことができる。
ロ　モノレール等の経営者が地方公共団体又はこれに準ずるものであること。

ハ　モノレールにあっては「都市モノレールの整備の促進に関する法律」（昭和47年11月17日法律第129号）によるモノレールであること。

二　ガイドウェイシステムにあっては一般交通の用に供するものであってその路線の大部分が都市計画区域に存し、その都市計画区域に存する部分については、都市計画において定めるものであること。

--国道総第589号別紙、平成13年3月30日、国土交通省道路局長通達

#### インフラ部補助制度の経緯
モノレール道等整備事業の補助制度は1974年（昭和49年）度、建設省により都市モノレール建設のための道路整備事業に対する補助制度として創設された。
1975年（昭和50年）度から、 ガイドウェイシステム（AGT、案内軌条式の新交通システム）にも適用され、
都市モノレール「等」建設のための道路整備事業に対する補助制度になった。
「その他の軌道系公共交通機関」として名古屋ガイドウェイバスの志段味線 や、愛知高速交通の東部丘陵線（リニモ） にも、この補助制度が適用された。

ガイドウェイシステムの路線では、一部区間が都市計画道路ではなく、港湾道路上に建設されている場合がある。
このような区間のインフラ部は港湾設備の一部として扱われ、1977年（昭和52年）度に運輸省により国庫補助される制度が創設された。

2001年（平成13年）度に建設省と運輸省が国土交通省に再編されたことにより、インフラ部の補助制度も上記通達により一本化された。
ただし、港湾道路上の区間は軌道法ではなく鉄道事業法（1986年度以前は地方鉄道法）が適用されているため、上記通達の「（注）」が設けられている。
（これにより制度上は都市モノレールでも鉄道事業法が適用されうることとなった。）

補助制度創設時、建設省管轄の都市計画道路区間では道路整備特別会計から、運輸省管轄の港湾道路区間では「港湾整備特別会計」から国庫補助が行われていた。2010年（平成22年）度に社会資本整備総合交付金からの補助に統合されている。

### インフラ外部の補助
都市モノレールのインフラ部以外の設備は、「インフラ外部」と呼ばれる。
本法律公布時はインフラ外部への補助制度はなかったが、2010年（平成22年）度より、社会資本整備総合交付金の「効果促進事業」としてインフラ外部への補助も可能になっている。

### 適用路線
- モノレール
  - 北九州高速鉄道（北九州モノレール）：第三セクター。
    - 小倉線：平和通 - 企救丘間の建設事業費681億円のうち、208億円を国庫からインフラ補助[5]。

  - 千葉都市モノレール：第三セクター。
    - 1号線
    - 2号線

  - 大阪モノレール：第三セクター。
    - 本線：大阪空港 - 門真市間の建設事業費2214億円のうち、478億円を国庫からインフラ補助[6]。
    - 彩都線：万博記念公園 - 彩都⻄間の建設事業費567億円のうち、49億円を国庫からインフラ補助[6]

  - 多摩都市モノレール：第三セクター。
    - 多摩都市モノレール線

  - 沖縄都市モノレール：第三セクター。
    - 沖縄都市モノレール線（ゆいレール）：那覇空港 - 首里間の建設事業費1100億円のうち、618億円を国庫からインフラ補助[7]。
- 自動案内軌条式旅客輸送システム（ガイドウェイシステム、案内軌条式の新交通システム）
  - 神戸新交通：第三セクター。
    - ポートアイランド線（ポートライナー）
    - 六甲アイランド線（六甲ライナー）

  - 大阪市高速電気軌道 (Osaka Metro)
    - 南港ポートタウン線（ニュートラム）

  - 桃花台新交通：第三セクター。2009年清算。
    - 桃花台線（ピーチライナー）：2006年廃止。

  - 横浜シーサイドライン：第三セクター。
    - 金沢シーサイドライン

  - 広島高速交通：第三セクター。
    - 広島新交通1号線（アストラムライン）

  - ゆりかもめ：第三セクター。
    - 東京臨海新交通臨海線（ゆりかもめ）

  - 東京都交通局
    - 日暮里・舎人ライナー
- その他の軌道系公共交通機関
  - 名古屋ガイドウェイバス：第三セクター。
    - ガイドウェイバス志段味線：建設事業費375億円のうち、100億円を国庫からインフラ補助[3]。

  - 愛知高速交通：第三セクター。
    - 東部丘陵線（リニモ）

## 調査費補助制度
都市モノレール、ガイドウェイシステムその他の軌道系公共交通機関の導入を検討する地方公共団体は、都市モノレール等調査を行う。
このための費用は国庫補助を受けることができる。

都市モノレール等調査費補助：都市交通体系の一環として都市モノレール等の導入が必要な地域におけるモノレール専用道及びこれに関連する平面都市計画道路に関する道路構造の検討とこれらの道路の新設改築等の計画のために要する費用とする。

--建設省都総発第二〇八号、昭和五三年六月六日、都道府県知事、指定都市の長あて、建設省都市局長通知、都市・地域整備局所管国庫補助金（調査費関係補助金）の交付申請等の取扱いについて